# Псковица
Псковица (рус. Псковица) река је на западу европског дела Руске Федерације. Протиче преко северних делова Псковске области, односно преко територија Стругокрасњенског и Псковског рејона. Лева је притока реке Пскове, те део басена реке Нарве, односно Финског залива Балтичког мора.
Река Псковица извире у јужним деловима Лушког побрђа, на западу Стругокрасњенског рејона. Улива се у Пскову на њеном 30. километру, недалеко од села Торошино, након 52 km тока. Површина њеног сливног подручја је око 198 km². Недалеко од њеног ушћа у Пскову налазе се остаци бране некадашње Торошинске хидроелектране.
Најважнија притока је река Пахењка.